# 14836 Maxfrisch
14836 Maxfrisch (1988 CY) là một tiểu hành tinh vành đai chính được phát hiện ngày 14 tháng 2 năm 1988 bởi F. Borngen ở Tautenburg.